# Corrección del fenómeno de centelleo

Video entrelazado y líneas de exploración de rastreo.

El centelleo es una fluctuación de la tensión eléctrica causada por alteraciones electromagnéticas o por variaciones de potencia en la red portadora de esta tensión.
Por extensión, el efecto también se conoce como la variación de la iluminación de una fuente de luz debido a la variación de la tensión de alimentación de esta fuente. Así como parpadeo de una pantalla de ordenador causada por cambios en la tensión eléctrica debido al refresco de la pantalla o variaciones en la intensidad de la corriente eléctrica de una lámpara cuando un aparato eléctrico es conectado al mismo circuito.
Las variaciones del voltaje de la alimentación nacional también provocan un efecto sobre todas las fuentes de luz conectadas. Estas variaciones se producen principalmente por alternativas de la potencia reactiva de la red, causadas por sí mismas para la conexión y la desconexión repentina de dispositivos con hambre energética.

## Concepto 'Flicker'
En términos genéricos, es reconocido consecutivamente como disturbio en la amplitud de la tensión de tipo conducido, no simétrico. Asimismo es la principal consecuencia de la variación del brillo de las lámparas incandescentes, que causa molestia visual, y que produce cansancio. Para obtener un cambio de resultado han desarrollado experimentalmente curvas que relacionan, para determinado tipo de fluctuación de tensión con la amplitud para la que el centelleo generado se hace perceptible, y la frecuencia correspondiente.
El instrumento de medida ha sido propuesto y puesto a punto por la Unión Internacional de Electrotermia y es objeto de la publicación 868 del IEC, que define sus características funcionales y constructivas. La medición del centelleo, dado como sensación instantánea, se expresa en por unidad entendiendo igual a 1 la salida que el instrumento produce cuando su entrada es el umbral de perceptibilidad. El nivel de flicker por lo tanto es un número que indica cuánto por arriba del umbral de perceptibilidad se presenta la sensación visual correspondiente.
En general las fluctuaciones de tensión generadas por cargas debido a disturbios, tienen características variables en el tiempo y hay que fijar un período de observación considerado significativo y evaluar en modelo estadístico la variación de la sensación instantánea en el mismo periodo.

### Flicker de breve plazo
El lapso debe ser lo suficientemente largo para permitir que un observador perciba el destello, advirtiendo su persistencia, y para poder caracterizar el comportamiento de aparatos generadores de disturbio con ciclo de funcionamiento prolongado, la evaluación del flicker efectuada en este lapso es llamado 'short-term'. Como la intensidad de sensación provocada por el destello no depende sólo de su nivel, sino también de su persistencia, se hace referencia a la curva de frecuencias acumuladas, que indica el porcentaje de tiempo de observación en el que el nivel de destello ha superado un valor asignado.
Dada la curva de probabilidad acumulada que caracteriza una manifestación de flicker, la severidad de disturbio es calculada mediante la fórmula:
{\displaystyle {\sqrt {\Sigma }}^{(ki\cdot \pi )}}
Son los percentiles de distribución acumulada correspondientes a los porcentajes 0.1, 1, 2, 10, 50% y los coeficientes Ki han sido determinados en modo de obtener prácticamente para todos los puntos límites de la curva, excepto por la parte horizontal a izquierda.

### Flicker de largo plazo
Hay aparatos generadores de disturbio que tienen un ciclo de funcionamiento prolongado, para los que la evaluación de la severidad del destello de breve plazo no es suficiente. Para estos casos es necesario definir una metodología de evaluación del flicker de largo plazo, y es posible adoptar una técnica de elaboración estadística de los datos perfectamente análoga a aquella utilizada para determinarlo, en modo de caracterizar el fenómeno con un solo parámetro índice de la severidad.
A través de percentiles oportunamente elegidos, se ha preferido utilizar un método de media que ha demostrado producir buenos resultados:
{\displaystyle {\sqrt[{3}]{{\Sigma Psti}\div N}}}
Las ventajas del método son el mantenimiento del contenido de información de los propios singulares, a lo largo de todo el ciclo de funcionamiento del aparato o instalación en examen, y se reducen mucho las necesidades de memoria de un eventual bloque de elaboración estadística, que puede ser incluido en el modelo de medición para obtener directamente en línea la evaluación de la severidad.
Teniendo en cuenta el ciclo medio de operación de las diferentes cargas que producen disturbios un tiempo de observación largo parece razonable para la evaluación del centelleo de amplio plazo.

## ¿Por qué se produce este efecto?
El destello se inicia generalmente si la frecuencia está por encima de la crítica la luz se percibe de forma continua. Este es un fenómeno visual emparentado con los efectos estroboscópicos que se producen, por ejemplo, cuando se mira una rueda en movimiento. La frecuencia crítica puede ser de sólo 10Hz. para intensidades pequeñas pero puede llegar a 1000Hz. para grandes intensidades luminosas.

Efecto de centelleo visual a partir de la luz de un semáforo.

Un medidor de parpadeo se compone de varios bloques de función que simulan una lámpara de 230 V / 60 W incandescente con luz de referencia y el sistema de la percepción humana como modelo de ojo-cerebro.
Para evitar este efecto los proyectores y por tanto las cámaras fueron aumentando su frecuencia de 12 a 16 y hasta 24 imágenes por segundo. Cuando se introdujeron lámparas más luminosas, las de arco voltaico, esta frecuencia fue insuficiente. Como aumentar aún más la velocidad era difícil por problemas mecánicos y caro para necesitar más película, se decidió proyectar dos veces cada fotograma. Por eso hoy el obturador del proyector corta el flujo luminoso dos veces por cada fotograma dando una frecuencia de proyección de 48 imágenes por segundo con filmes registrados a sólo 24.

## Métodos de corrección

### Rodaje en modo manual completo
Superando el problema de las pequeñas variaciones entre un disparo y el otro, también nos deja libres para terminar una exposición en un lapso de tiempo completamente errónea. Es probable que tarde o temprano se tenga que corregir el destello en la producción o la edición audiovisual. Hay algunas técnicas que lo atenúan durante el rodaje, pero también es importante tener un cuidado adecuado en la posproducción. Como resultado de esta información, se abren posibles soluciones para reducir el impacto del problema.

#### Lentes manuales sin electrónica

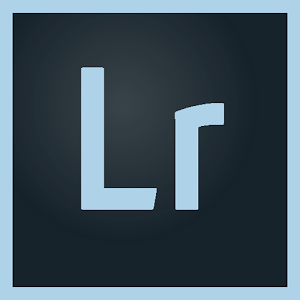
Adobe Photoshop Lightroom

Con las antiguas lentes manuales, que permiten establecer la apertura al dial en lugar de la cámara, el diafragma siempre se mantendrá allí donde la hemos dejado, evitando el problema de las micro-variaciones. Con anillos adaptadores se puede hacer que una lente moderna sea invisible para la electrónica y permitiendo que el montaje de una lente Nikon pueda entrar a un cuerpo Canon o viceversa. Incluso con el LENSBABY con aperturas manuales, se puede continuar resolviendo el problema subyacente.
Debe renunciar a la calidad óptica de las lentes más modernas, a menos que se utilicen adaptadores, y la corrección automática de los defectos de la lente de Lightroom o Camera RAW. Para gran angular puede faltar algún detalle, pero se puede proporcionar ajustando manualmente con los mismos formatos.

#### Contactos eléctricos desconectados
Después de haber definido la apertura deseada y mientras se pulsa el botón pequeño de la previsualización de la profundidad de campo, el objetivo principal es desbloquear y girar la lente unos cuantos grados, el mínimo para desconectar los contactos eléctricos, deteniéndose tan pronto como vea en la pantalla un valor bajo de diafragma.
Alternativamente, para aquellos que tengan la clave tal como se acaba de mencionar, se puede desbloquear y girar la lente mientras se está en modo de vídeo para llegar a la apertura deseada. Mientras los contactos sean desiguales, el diafragma se mantendrá parado, incluso si se vuelve al modo foto. Es una solución un poco rugosa, pero sencilla y demostrada que funciona porque también es útil para grabar vídeo con el primer firmware cuando no se puede elegir la apertura.
Quizás no es muy recomendable en entornos extremos, tales como desiertos con mucho viento y arena que puedan llegar hasta el sensor, ya que la defensa de la máquina selladora y de la lente se puede ver frustrada si se deja ir más allá de un determinado punto. Con los teleobjetivos unidos directamente al trípode, el peligro es que el cuerpo de la cámara se caiga. Una buena solución es atar una correa al trípode o algún elemento estable.

#### Visualización en directo para grabación de vídeo
Con algunas máquinas, siempre se puede mantener el diafragma fijado por software, simplemente habilitando la visualización en directo del vídeo, que también ofrece una vista previa del cultivo en 16/9. El intervalómetro funcionará sin ningún problema. La limitación principal es la incapacidad de caer bajo la dependencia del tiempo impuesta por rodar vídeo a 1 / 30s. En la práctica, es inútil para hacer fotografías nocturnas y más útil para la fotografía.
Con otros modelos puede haber opciones o funciones personalizadas para obtener el mismo resultado, pero la única manera de entender realmente si se obtiene lo que se debe hacer es mirar el diafragma. Por ejemplo, si se montan los 50mm f / 1.4, la apertura 22 y se hacen algunas tomas con un tiempo de medio segundo, entonces es bastante fácil saber si se mantiene fijo o si se abre y se cierra con el disparo.

#### Diafragma completamente abierto o totalmente cerrado
Si se han adoptado una de las soluciones anteriores, a la vez se pueden hacer uso de unas aperturas más anchas, idealmente definidas como máximo o, como segunda alternativa, totalmente cerradas. Esto puede significar la reducción del margen de variación entre un disparo y el otro, aunque cada una de las lentes se comportan de otra manera dependiendo de la luz aplicada.
Desgraciadamente, esta solución restringe mucho la exposición porque algunos filtros específicos no darían un poco más de control y, sobre todo, la profundidad de campo se podría considerar, por tanto, como la caída final del centelleo.

### Posproducción

#### LRTimelapse

Timelapse de una aurora boreal.

Actualmente es la única solución para reducir el parpadeo directamente a los archivos RAW, donde se sabe que funciona bien. Por lo tanto, es el primer instrumento a tener en cuenta si se dispara en este tipo de formato de archivo.
Como una de las soluciones, LRTimelapse ofrece diversos flujos de trabajo diferentes para diversas situaciones de edición. Los flujos de trabajo se encuentran en diferentes pestañas y sólo se mostrarán los botones relevantes para seleccionarlos en un momento dado. Están organizados seguidos para leerlos de izquierda a derecha. Se muestra una explicación sucinta de cada uno cuando el pasar por encima del ratón.
Después, el software importará datos esenciales Exif incluyendo el tiempo de exposición, el valor de apertura y la ISO, así como las dimensiones y la fecha de grabación de estos ficheros. En una tercera ronda de operaciones, el programa carga una vista previa para la secuencia en segundo plano. La generación única de esta previsualización está dispuesta de manera que la secuencia se cargará más rápidamente a las aperturas posteriores.

#### TLTools
Este es un programa que recoge muchas herramientas útiles para la creación de imágenes registradas. El programa permite optimizar los parámetros de las fotos, para obtener un calendario más homogéneo.
El programa puede producir vídeos de forma independiente o una interfaz mediante metadatos con otros programas (principalmente con productos de Adobe como Lightroom, Camera Raw, etc ...). Asimismo se establece la creación de movimientos de cámara simulados de manera automática y rápida. Entre los movimientos posibles incluyen la panorámica, el travelling o el zum.
En términos genéricos, la mejor posibilidad consiste en aplicar numerosos filtros de procesamiento de imágenes en las fotos creadas, con la posibilidad, para la mayoría de ellas, de modificar también la intensidad de este procesamiento. Entre los filtros destacamos la posibilidad de crear startrails con algunas variantes, directamente, del programa y la posibilidad de eliminar automáticamente sujetos que puedan arruinar la escena como lo son pájaros o insectos.

#### GBDeflicker
En la mayoría de los casos se puede eliminar el destello simplemente aplicando la configuración predeterminada optimizada de GBDeflicker a la composición. Este programa lo analiza para detectar y suavizar los cambios bruscos de iluminación para crear un vídeo sin destello. La interfaz facilita la navegación y el tratamiento para aficionados y profesionales a fin de que los controles permitan una personalización total en el análisis y el procesamiento de su secuencia más allá de la configuración predeterminada.
Está totalmente disponible como complemento Adobe para After Effects y Premiere Pro o como aplicación Windows autónoma:
- La versión del complemento cambia cualquier fuente de entrada After Effects puede utilizar la carga como entrada.

- La versión de la aplicación de Windows importa secuencias de archivos RAW Canon además de archivos .jpeg, .gif, .png, .bmp y .tif y los procesa en cuestión de minutos.

#### Sapphire

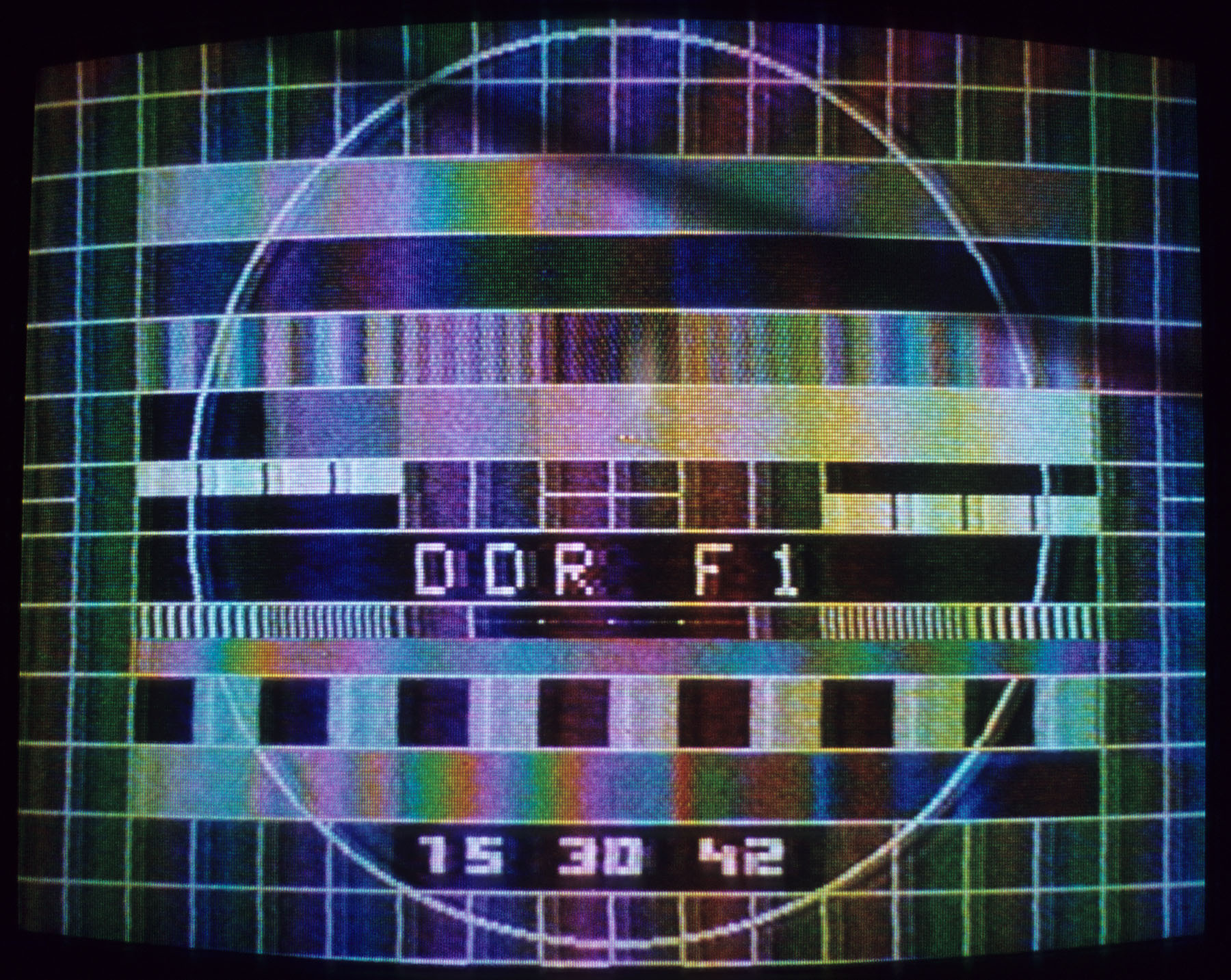
Flicker producido entre una paleta de colores.

Esta aplicación, conretamente, se encarga de escalar los colores del clip de origen en cantidades diferentes a lo largo del tiempo para obtener un efecto de destello. El patrón de parpadeo puede ser aleatorio, una onda periódica o una combinación de los dos.
Los complementos permiten crear aspectos orgánicos impresionantes, que no corresponden a cualquier herramienta de efecto nativo anfitrión. Las características principales incluyen más de 270 efectos y 3000 presets además, un potente constructor de efectos y transición y un seguimiento integrado con el premio ganador de la Academia. La calidad, el control y la velocidad de la imagen de la imagen de Sapphire ofrecen un ahorro de tiempo masivo, lo que permite a las publicidades centrarse en lo que más importa, consiguiendo un impacto que devuelve el público.
Para aquellos que tengan un NVIDIA CUDA, tiene una velocidad de representación inmejorable, pero la versión 6.0 se estrelló sistemáticamente con proyectos más largos. Quizás la actualización a las 06:02 ha corregido el error, pero pocos en el mundo del lapso de tiempo la han utilizado durante el período de prueba, dado el precio que no tiene sentido para un único complemento.

#### MSUDeflicker
Siendo un plugin gratuito de vídeo mantiene una calidad alta para VirtualDub con detección del terreno de cambios. Permite un cambio de efecto flexible del nivel. El filtro está diseñado para el procesamiento de flujo de vídeo destello o el pre-procesamiento de vídeo respeto el trabajo reproducido en el sistema operativo del editor.
Finalmente, es un poco difícil de instalar, pero más fácil de usar todo. Hay que tener en cuenta que no tiene funciones más avanzadas, tales como LRTimelapse o GBDeflicker, por ejemplo, para indicar un área específica que se quiere analizar.